# Région déterminant la complémentarité
Pour les articles homonymes, voir CDR.
 (juin 2020).
Si vous disposez d'ouvrages ou d'articles de référence ou si vous connaissez des sites web de qualité traitant du thème abordé ici, merci de compléter l'article en donnant les références utiles à sa vérifiabilité et en les liant à la section « Notes et références ».

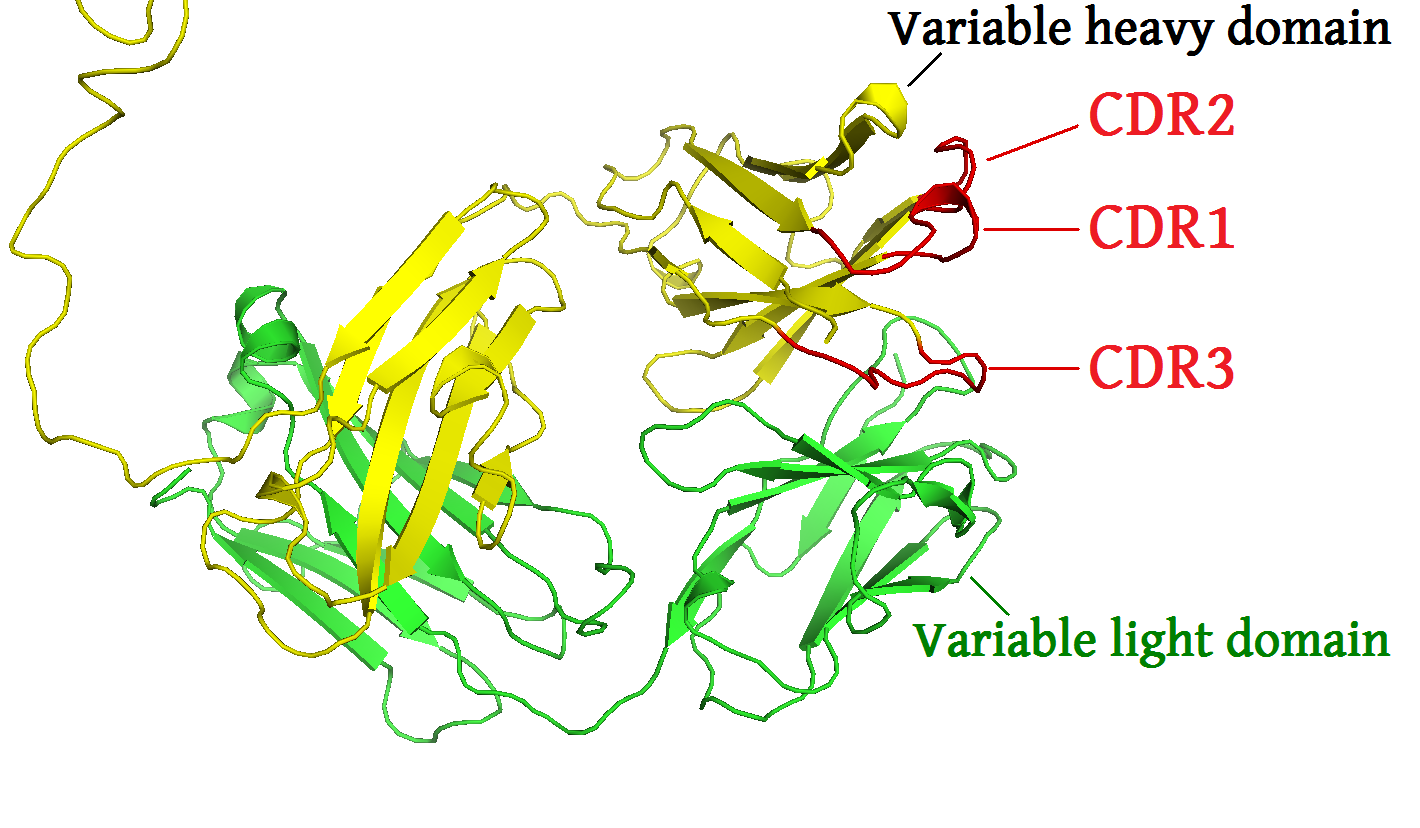
Schéma d'un anticorps, les CDR sont en rouge

Dans le domaine de la biologie cellulaire, les régions déterminant la complémentarité (CDR) correspondent à des régions spécifiques d'anticorps (appartenant aux chaînes légères des immunoglobulines) sans domaine immunoglobulinique. Ils déterminent l'avidité de l'immunoglobuline, et la spécificité pour quelques antigènes.
Ces CDR sont les parties les plus variables des anticorps et contribuent donc à leur diversité, et à la reconnaissance d'un très vaste répertoire d'antigènes.